# Henri Fayol
 (décembre 2022).
Pour les articles homonymes, voir Fayol.
Henri Jules Fayol (Constantinople, 1841 - Paris, 1925) est un ingénieur civil des mines français, auteur de L'Administration industrielle et générale (1916).
En raison de ses travaux, il est considéré comme l'un des pionniers de la gestion d'entreprise et l'un des précurseurs du management. Cela sera l’occasion pour lui de développer le fayolisme.

## Biographie
Henri naît alors que son père André (Le Veudre, 1805-1888), contremaître, est en poste à Constantinople, où il supervise les travaux de construction d'un nouveau pont. Le pont est inauguré en 1845, et la famille rentre en France en 1847.
Après son diplôme de l'École des mines de Saint-Étienne, Henri Fayol entre en 1860 comme ingénieur aux Houillères de Commentry. En 1866, il devient directeur de la mine, qui fait partie de la Société de Commentry, Fourchambault et Decazeville.

### Ingénieur
Ingénieur des mines, il met au point des manières de lutter contre les incendies qui ravageaient sa houillère (1878).
Bon géologue, il théorise le processus du dépôt des bois qui se transforment en charbon, dans des lacs. Cette théorie géologique est connue sous le nom de « Gilbert-deltas », du nom du géologue américain Grove Karl Gilbert qui l’a exposée et popularisée à partir de 1885, alors que Fayol l'avait déjà présentée dans ses observations et ses comptes rendus d'expérience en 1881 devant l’Académie des Sciences.

### Directeur général
Fayol fut un excellent gestionnaire : en 1888 il est nommé Directeur général de la maison mère, alors en grande difficulté. Alors que la décision de fermer forges et ateliers est en discussion, il propose un plan de développement qui est accepté, et qui réussit. Il occupe le poste 30 ans, avant de le quitter en 1918, à l’âge de 77 ans.

### Théoricien
Dès 1900, ce patron veut transmettre la méthode qui l’a fait réussir : il la nomme « administration » ; elle couvre en réalité les domaines traités aujourd'hui par la « gestion » ou le « management ». Fayol pense que l’« administration » est une science où les connaissances résultent de la réflexion sur les expériences (les succès et les échecs). Ces connaissances peuvent être transmises par un enseignement.
En 1916, il publie dans le Bulletin de la Société de l’industrie minérale, L'Administration industrielle et générale, l'ouvrage de référence qui va le rendre célèbre et rencontre une audience immédiate auprès de nombreux industriels et hommes politiques. Le succès de cet ouvrage s’explique par le fait qu’il retrace une expérience vécue de 30 ans de direction générale et de plus de 50 ans de management, pendant laquelle Fayol n'a pas cessé d'observer, de prendre des notes, de réfléchir et de conceptualiser sa pratique.
En 1921, il publie une étude sur la gestion des Postes, Télégraphes et Téléphones intitulée « L’incapacité industrielle de l’État : les PTT » qui montre les défauts de la gestion publique des entreprises.

### Postérité
Après sa mort en 1925, la pensée de Fayol connaît un déclin relatif. C'est l'Anglais Lyndall Urwick qui la découvre en 1935 et la fait connaitre aux Américains qui le considèrent aujourd'hui comme un auteur "classique".
Pour la qualité de ses apports, Henri Fayol est indéniablement l'un des fondateurs des sciences de la gestion et du management. Connu dans le monde entier, il mérite de figurer parmi les pionniers, et en tout cas largement autant que son alter ego anglo-saxon : Frederick Winslow Taylor.

## Doctrine
Trois caractéristiques principales marquent la pensée de Fayol :
- C'est un observateur et un expérimentateur : il ne parle et ne raisonne qu'à partir d'un vécu de terrain. Fayol écrit son ouvrage après 50 ans de vie professionnelle et de responsabilités exercées au plus haut niveau de l'entreprise.
- C'est un généraliste : ce qu'il appelle la fonction "administrative" couvre en fait la gestion générale, la pratique du management au niveau le plus élevé de l'entreprise. Alors que Taylor s'adresse avec l'organisation scientifique de Travail aux hommes de production, Fayol délivre un discours qui traite de la Politique Générale de l'entreprise.
- Sans être lui-même pédagogue, Fayol pousse beaucoup à la transmission des connaissances : il constate que la plupart des dirigeants de l'époque sont issus d'écoles d'ingénieurs françaises où les programmes de formation sont focalisés sur les mathématiques et les sciences techniques. Fayol plaide pour que des matières comme l'administration, le commerce et la finance puissent intégrer ces programmes.

### Les fonctions au sein de l'entreprise
Fayol fut l'un des premiers à rationaliser et à formaliser les concepts modernes de gestion.
Selon lui, il existe (cinq plus un) six groupes d'opérations ou fonctions essentielles dans l'entreprise, soit six fonctions dites verticales ou spécifiques (TECOFASC) ː 
1. Technique : Produire, transformer et fabriquer
2. Commerciale : Achat, vente et échange
3. Financière : Rechercher et utiliser de façon optimale les capitaux
4. Administrative : Prévoir, organiser, commander, coordonner, contrôler (POCCC)
5. Sécurité : Protection des personnes et des biens
6. Comptabilité : Calcul de paie et des statistiques (recensement des actifs et du patrimoine)

### Les fonctions de l'administrateur
Dans le cadre de l'activité "administrative", l'administrateur - que l'on appelle aujourd'hui le gestionnaire ou le manager - exerce cinq fonctions essentielles : 
- Prévoir : Anticiper et planifier, savoir où l'on va.
- Organiser : Munir l'entreprise de tout ce qui est utile pour son fonctionnement: Ressources humaines, financières et matérielles. Fayol ne décrit dans son ouvrage que l'aspect Ressources humaines, qu'il appelle "corps social".
- Commander : Indiquer les tâches et instructions aux membres du corps social
- Coordonner : Mettre l'harmonie entre tous les actes d'une entreprise de manière à en faciliter le fonctionnement et le succès.
- Contrôler : Vérifier que tout se passe conformément au programme adapté aux ordres donnés, aux principes admis et signaler les fautes et les erreurs afin qu'on puisse les réparer et en éviter le retour.

NB : Si certains auteurs contemporains regroupent "Commander" et "Coordonner" en une fonction unique : "Décider", on peut objecter qu'il existe une différence de forme et de contenu entre une fonction/animation de commandement et celle de coordination.
Fayol subdivise chaque fonction en "Principes". Ainsi la fonction de Commandement comprend 8 "Valeurs" ː
1. avoir une connaissance approfondie de son personnel ;
2. éliminer les incapables ;
3. bien connaître les conventions qui lient l'entreprise et ses agents ;
4. donner le bon exemple ;
5. faire des inspections périodiques du corps social ;
6. réunir ses principaux collaborateurs en des conférences où se préparent l'unité de direction et la convergence des efforts ;
7. ne pas se laisser absorber par les détails ;
8. viser à faire régner dans le personnel, l'activité, l'initiative et le dévouement.

### Principes généraux d'administration
La fonction administrative n'agit que sur le personnel. Quelques-uns des principes appliqués par Fayol, la liste n'étant pas limitative :
1° Division du travail.
La spécialisation permet à l'individu d'accumuler l'expérience, et d'améliorer en permanence ses qualifications. Il peut être de ce fait plus productif.
2° Autorité, Responsabilité .
Le droit de commander dans le cadre de ses fonctions et la capacité (les moyens) à amener les personnes à obéir.
3° Discipline.
Dans le cadre d'une relation de réciprocité : les employés doivent obéir aux ordres, mais le management doit fournir le bon leadership.
4° Unité de commandement.
Chaque travailleur doit avoir un seul patron sans autres lignes de commande contradictoires.
5° Unité de direction.
Les personnes engagées dans le même genre d'activité doivent avoir les mêmes objectifs découlant d'un plan unique. C'est essentiel pour assurer l'unité et la coordination de l'entreprise. L'unité de commandement n'existe pas sans unité de sens mais ne découle pas nécessairement d'elle.
6° Subordination de l'intérêt particulier à l'intérêt général.
Les besoins et les intérêts de l'organisation passent avant ceux de chaque individu.
7° Rémunération du personnel.
Le salaire est un important facteur de motivation, aussi doit-il être juste et récompenser les efforts qui contribuent à la réalisation des objectifs de l'organisation. Fayol précise qu'il n'y a aucune chose telle qu'un système parfait.
8° Centralisation.
C'est une question de degré selon l'état de l'activité et la qualité de son personnel.
9° Hiérarchie.
Une hiérarchie est nécessaire pour l'unité de sens. Mais la communication latérale est également fondamentale, tant que les supérieurs savent qu'une telle communication a lieu. La chaîne scalaire se rapporte au nombre de niveaux dans la hiérarchie de l'autorité finale au niveau le plus bas dans l'organisation. Elle ne devrait pas être trop large et se composer de trop de niveaux.
10° Ordre.
La commande matérielle et la commande sociale sont nécessaires. La première réduit au minimum le temps perdu et la manipulation inutile des matériaux. La seconde est réalisée par l'organisation et la sélection.
11° Équité.
Mener une activité selon une "combinaison de gentillesse et de justice" est nécessaire. Bien traiter les employés est important pour réaliser l'équité.
12° Stabilité du personnel.
Les employés travaillent mieux si la sécurité de l'emploi et la progression de carrière leur sont assurées. Un emploi temporaire et un taux élevé de rotation des employés affecteront l'organisation défavorablement.
13° Initiative.
Amener tout le personnel à faire preuve d'initiative d'une manière quelconque est une source de force pour l'organisation. Même si cela implique un sacrifice "de la vanité personnelle" de la part de beaucoup de dirigeants.
14° L'union du personnel. 
Le Management doit cultiver l'harmonie, la cohésion et la confiance au sein de l'organisation. Il doit veiller au moral de ses employés afin de développer un esprit d'équipe nécessaire à la réussite de toute organisation.

"Un talent réel est nécessaire pour coordonner l'effort, pour encourager l'enthousiasme, pour utiliser les capacités de chaque personne, et pour récompenser chacun à son mérite sans réveiller des jalousies potentielles et déranger des rapports harmonieux." [citation nécessaire][réf. non conforme]

## Famille
- André Fayol (Le Veudre, 1805-1888), contremaître en métallurgie, marié à Eugénie Cantin, expatrié en Turquie pour travailler sur la construction d'un pont métallique à Constantinople puis dans les ateliers de canons du sultan,
  - Henri Fayol (1841-1925) marié à Marie Céleste Adélaïde Saulé (1853-1917)
    - Marie Céleste Henriette Fayol (1876- ), mariée avec Joseph Oberthur (1872-1956), neurologue et dessinateur d'animaux,
    - Madeleine Marie Eugénie Fayol (1878-1966), mariée avec Georges Grangé (1871-1954), minotier,
    - Henri Joseph Fayol (1899-1982), licencié ès sciences, ingénieur chimiste, marié à l'actrice Nadine Picard (1896-19..)

  - Paul Gabriel Fayol (1845-1929) marié avec Anne Sevin (1853-1934), sous-directeur des mines de Carmaux
    - Amédée Fayol (1875-1966), ingénieur de l'École centrale de Lyon et écrivain, marié avec Jeanne Desaymard (1884-1941). Il a reçu plusieurs prix de l'Académie française[13]. Il a écrit, entre autres, Le Savant et Inventeur Joseph Bethenod[14], Auteuil au cours des âges qui a été couronné du Prix Marcelin Guérin et Philippe Lebon, inventeur du gaz d'éclairage couronné du Prix Nicolas Missarel.
      - André Joseph Fayol (1906-1965), inspecteur général des finances, proche d'Emmanuel Mounier. Il a publié des recueils de poèmes sous le pseudonyme Gabriel Dheur[15].

    - Amélie Fayol (1879-1963), mariée à Claude Muguet (1865-1941) qui a succédé à Henri Fayol en 1919